# شهر کاسیان
شهر کاسیان یا کاسیپولیس یا کسیپلیس (یونانی باستان: Σερραίπολις) شهری در کیلیکیه باستان در آسیای صغیر در مسیر پایین رود سیهان (رود پیراموس) و در جوار ناحیه مدیترانه بوده‌است. شهر کاسیان در سال ۴۸۶ قبل از میلاد توسط کلونی‌های قومی منطقه و همچنین بغابوخش (مگابازوس) تأسیس شد. ژورژکنتنو دانشمند و باستان‌شناس از محلی به نام «آریا کاشن» در نزدیک رود جیحون سخن می‌گوید.